# Руйиги
Руйиги (рунди Ruyigi) — город на востоке Бурунди, административный центр одноимённой провинции.

## Географическое положение
Город находится в центральной части провинции, к югу от реки Санзу (бассейн реки Рувуву), на высоте 1842 метров над уровнем моря. Руйиги расположен на расстоянии приблизительно 96 километров к востоку от Бужумбуры, крупнейшего города страны.

## Население
По данным переписи 1991 года численность населения Руйиги составляла 2377 человек.
Динамика численности населения города по годам:
| 1991 | 2008 |
| ---- | ---- |
| 2377 | 7139 |

## Транспорт
Ближайший аэропорт расположен в городе Гитега.

## Религия
Город является центром католической епархии Руйиги.